# Голованивская, Мария Константиновна
Мария Константиновна Голованивская (род. 20 февраля 1963, Москва) — российский учёный, писатель, переводчик, доктор филологических наук, профессор кафедры региональных исследований факультета иностранных языков и регионоведения МГУ.

## Семья
Родилась в семье учёного-физика Константина Саввича Голованивского и филолога и редактора Эммы Николаевны Голованивской (оба — выпускники МГУ). Дедом Марии Голованивской со стороны отца был известный на Украине писатель и переводчик Савва Евсеевич Голованивский, в чьём доме в Конча-Заспе под Киевом Мария провела свои детские годы.

## Образование и научная деятельность
В 1985 году, после окончания с красным дипломом филологического факультета МГУ, не смогла остаться в аспирантуре на кафедре романо-германской филологии, где защищала диплом, из-за своей «неблагонадёжности», которая выразилась в дружбе с дочкой опального академика Владимира Николаевича Топорова, однако была замечена профессором Владимиром Андреевичем Звегинцевым и стала соискателем на основанной им кафедре структурной и прикладной лингвистики ОСИПЛ. Одновременно Мария два года работала старшим редактором выставочного отдела в Фундаментальной библиотеке им. Шувалова при МГУ, куда её направили по распределению.
В 1989 г. защитила кандидатскую диссертацию, под руководством заведующего кафедрой структурной и прикладной лингвистики Александра Евгеньевича Кибрика. Тема диссертации — «Компонентный анализ ситуации общения».
После защиты диссертации начала работать на кафедре французского языка (сейчас — французского языкознания) сначала в должности лаборанта, потом — старшего преподавателя.
В 1996 году защитила докторскую диссертацию на кафедре романо-германской филологии по теме «Французский менталитет с точки зрения носителя русского языка» (основой диссертации послужила изданная за год до этого одноимённая монография).
В 1998 г. получила научную премию им. И. И. Шувалова II степени.
Лауреат премии МГУ им. И. И. Шувалова (1998) за монографию «Французский менталитет с точки зрения носителя русского языка»

## Литературная и журналистская деятельность
В 1991 г. литературным дебютом Марии Голованивской стало прозаическое произведение «Знакомство. Частная коллекция», изданное в издательстве «Московский рабочий». В течение 1990-х гг. её рассказы печатали литературные журналы «Новый мир», «Октябрь», «Юность», «Родник», «Золотой век» и др.
С середины 1990-х гг. — член Союза писателей Москвы. Автор шести романов. Произведения Голованивской входили в шорт-лист премий «Нос» и «Сделано в России», в лонг-лист премий Пятигорского и «Ясная Поляна».
В начале 1990-х Голованивская публикует статьи в газете «Русский телеграф».
С 1996 года работала специальным корреспондентом и заместителем главного редактора журнала «Власть», печаталась в газете «Коммерсант» и журнале «Деньги». За шесть лет работы в разных изданиях издательского дома «Коммерсант» было опубликовано более 400 её статей и заметок.
В конце 1990-х — начале 2000-х годов написала несколько десятков популярных авторских колонок для русской версии журнала Vogue (рубрика «По-моему»).
В 2002—2003 гг. была шеф-редактором и автором сценариев программы «Дачники» на ТВ-6, получившей несколько премий ТЭФИ в разных номинациях.
В 2016 г. организовала с Татьяной Толстой школу литературного мастерства «Хороший текст». В июле 2016 года Татьяна Толстая покинула Школу. В июне 2017 года Мария Голованивская в партнерстве с Еленой Колмановской — соосновательницей Яндекса — запускает литературный портал «Хороший текст» — Horoshiy-text.ru.

 Этот проект был мною начат как проект, который я очень хорошо осознаю, а не просто по велению души.— Мария Голованивская
В настоящий момент Голованивская является единственным владельцем Школы и литературного портала.

## Избранная критика
- Сергей Измиров. Пудра или плодородие? (О книге Марии Голованивской «Состояние») // «Независимая газета». — 2004. — № 133.
- Александр Люсый. Территория Пангеи (О книге Марии Голованивской «Пангея») // «Дружба народов». — 2015. — № 3.
- Станислав Секретов. Ни жалости, ни страха, ни любви (О книге Марии Голованивской «Кто боится смотреть на море») // «Новый мир». — 2016. — № 12.